# Gregorian
Gregorian е германска музикална група на фронтмена Франк Петерсон, изпълняваща кавъри на известни съвременни поп и рок песни в стил на грегорианско песнопение.
Първоначално групата е замислена като поп-проект в духа на Енигма, но в този стил издава само един албум, Sadisfaction през 1991 г., когато основните вокални партии се изпълняват от The Sisters of Oz: Сузана Еспелета (съпруга на Петерсон към този момент) и Биргит Фройд.
През 1998 г. Петерсон и останалите преоткриват себе си като изпълнители на популярни песни в грегориаски стил. Основният критерий при избор на композиции е песента да може да се аранжира в 7-тонна скала. След като се направи селекция на песните, започва работата с предварително избраните хорови вокалисти.
Всеки албум на Gregorian първо се записва в Nemo Studios, студиото на Петерсон в Хамбург, после хористите изпяват своите партии в църква, на приглушена светлина и свещи. До 2007 г. са издадени 6 студийни албума с песнопения и един страничен албум, The Dark Side от 2004 г. с по-мрачен репертоар. През 2005 г. излиза компилация с лайв DVD.
Сред изпълнителите и групите, на които Грегориан правят кавъри, са Ерик Клептън, Дайър Стрейтс, Металика, Саймън енд Гарфънкъл, R.E.M., Фил Колинс, Лед Цепелин, Пинк Флойд, Мийт Лоуф, Депеш Мод, H.I.M., Дюран Дюран, Стинг, Елтън Джон, Крис Айзък, Бийтълс, Роби Уилямс, Дейвид Бауи, Ролинг Стоунс, Куийнсрайк, Юрая Хийп, Емерсън, Лейк енд Палмър, Лени Кравиц, Куийн, Бьорк, Юритмикс, Флийтуд Мак, Тиърс фор Фиърс, Питър Гейбриъл, Колдплей.

## Дискография

### Masters of Chant албуми
- 1999: Masters of Chant
- 2001: Masters of Chant Chapter II
- 2002: Masters of Chant Chapter III
- 2003: Masters of Chant Chapter IV
- 2004: The Dark Side
- 2006: Masters of Chant Chapter V
- 2007: Masters of Chant Chapter VI
- 2009: Masters of Chant Chapter VII
- 2011: Masters of Chant Chapter VIII
- 2012: Epic Chants
- 2013: Masters of Chant Chapter IX
- 2014: Winter Chants
- 2015: Masters of Chant The Final Chapter

### Други албуми
- 1991: Sadisfaction
- 2005: The Masterpieces
- 2006: Christmas Chants
- 2007: Masters of Chant (Curb Records)
- 2011: Best Of 1990 – 2010

### CD сингли
- 1991: Once in a Lifetime
- 1991: So Sad
- 2000: I Still Haven't Found What I'm Looking For
- 2001: Moment of Peace
- 2001: Voyage, Voyage
- 2010: O Fortuna

### Видео албуми
- 2001: Masters of Chant in Santiago de Compostela
- 2001: Moments of Peace in Ireland
- 2002: Masters of Chant Chapter III
- 2003: Gold Edition
- 2005: The Masterpieces
- 2007: Masters of Chant: Live at Kreuzenstein Castle
- 2008: Christmas Chants & Visions
- 2011: Masters of Chant Chapter 8
- 2012: Epic Chants
- 2013: Epic Chants Tour 2013
- 2016: Masters of Chant – Final Chapter Tour